# Рібалонга (Карразеда-де-Ансіайнш)
Рібалонга (порт. Ribalonga; МФА: [ʁi.bɐ.ˈɫõ.gɐ]) — парафія в Португалії, у муніципалітеті Карразеда-де-Ансіайнш. Розташована в північно-східній частині країни, на теренах історичної португальської провінції Трансмонтана. Входить до складу округу Браганса. За адміністративним поділом, чинним до 1976 року, терени парафії були складовою провінції Трансмонтана і Верхнє Дору. Належить до Брагансько-Мірандської діоцезії Католицької церкви. Патрон — свята Марина. Площа — 7,0400 км². Населення — 92 ос. (2011). Слабо урбанізований регіон. Густота населення — 13,07 осіб/км²
. Код — 040315.

## Населення
| Кількість мешканців | Кількість мешканців | Кількість мешканців | Кількість мешканців | Кількість мешканців | Кількість мешканців | Кількість мешканців | Кількість мешканців | Кількість мешканців | Кількість мешканців | Кількість мешканців | Кількість мешканців | Кількість мешканців | Кількість мешканців | Кількість мешканців |
| ------------------- | ------------------- | ------------------- | ------------------- | ------------------- | ------------------- | ------------------- | ------------------- | ------------------- | ------------------- | ------------------- | ------------------- | ------------------- | ------------------- | ------------------- |
| 1864                | 1878                | 1890                | 1900                | 1911                | 1920                | 1930                | 1940                | 1950                | 1960                | 1970                | 1981                | 1991                | 2001                | 2011                |
| 367                 | 409                 | 453                 | 498                 | 461                 | 460                 | 419                 | 488                 | 540                 | 403                 | 339                 | 251                 | 171                 | 115                 | 92                  |